# All Your Fault: Pt. 1
| Recensione | Giudizio |
| ---------- | -------- |
| Idolator   |          |

All Your Fault: Pt. 1 è il secondo EP della cantante statunitense Bebe Rexha, pubblicato il 17 febbraio 2017 dalla Warner Bros. Records.

## Promozione
I Got You è stato pubblicato come singolo trainante dell'extended play il 28 ottobre 2016 e con la canzone Bebe si è esibita ai MTV Europe Music Awards 2016 il 6 novembre. Il video musicale, diretto da Dave Meyers, è stato caricato il 6 gennaio 2017 sul canale YouTube ufficiale della cantante e ha accumulato un totale di oltre 248 milioni di visualizzazioni, in data 17 luglio 2018. In seguito alla pubblicazione del videoclip, divenuto rapidamente virale, il singolo è entrata nella classifica statunitense Billboard Hot 100 al numero 94 il 21 gennaio 2017. Da allora ha raggiunto il suo picco al numero 43. Il video musicale del secondo singolo ufficiale, F.F.F., in collaborazione con il rapper G-Eazy, diretto da Emil Nava, è stato presentato in anteprima sul sito Web di Entertainment Weekly il 9 marzo 2017. Nonostante non sia mai stato estratto come singolo, Bad Bitch, contenente un featuring di Ty Dolla $ign, è stato inoltre temporaneamente aggiunto a playlist di spicco su Spotify e Apple Music, tra cui la Today's Top 40 Hits, e ha superato 100 milioni di stream sul servizio musicale di streaming on demand svedese, diventando la decima canzone della musicista a raggiungere tale traguardo.
Il tour di All Your Fault ha visto Rexha intraprendere il suo primo tour di concerti da artista principale, ha compreso tappe in America del Nord, Asia ed Europa ed è iniziato il 1º marzo 2017 per concludere il 18 maggio.

## Tracce
1. Atmosphere – 3:11 (Bleta Rexha, Mitch Allen)
2. I Got You – 3:11 (Ben Berger, Lauren Christy, Jacob Kasher Hindlin, Ryan McMahon, Ryan Rabin, Bleta Rexha)
3. Small Doses – 3:17 (Bleta Rexha, Lauren Christy, James Wong)
4. F.F.F. (feat. G-Eazy) – 3:22 (Ben Berger, Lauren Christy, Gerald Gilliumm, McMahon, Bleta Rexha)
5. Gateway Drug – 3:32 (Bleta Rexha, Lauren Fownes, Jason Pebworth, George Astio, Jonathan Shave)
6. Bad Bitch (feat. Ty Dolla $ign) – 3:17 (Bleta Rexha, Lauren Christy, Tyrone William Gryffin Jr., Tor Erik Hermansen, Mikkel Storleer Eriksen)